# Giorgio III di Georgia
Giorgio III Bagration (in georgiano გიორგი III?, Giorgi III; XII secolo – 1184) fu re della Georgia dal 1156 fino alla sua morte. Il periodo del suo regno, unito a quello della figlia Tamara, è considerato come l'età dell'oro della storia georgiana, ossia un'epoca di successi militari e diplomatici, nonché di fioritura artistica e culturale.

## Biografia

### Guerre e conquiste
La data ed il luogo di nascita di Giorgio III sono ignote. Egli divenne re nel 1156, a seguito della morte del padre Demetrio I. Nel 1154 quest'ultimo era già stato temporaneamente sostituito al potere dal figlio maggiore Davide V, defunto solo pochi mesi dopo.
Giorgio III modificò la politica difensiva di suo padre in una maggiormente aggressiva e riprese l'offensiva contro i vicini selgiuchidi in Armenia. Con la sua ascesa al trono, nello stesso 1156, Giorgio III lanciò una vittoriosa campagna contro il sultanato selgiuchide di Ahlat (lo Stato degli ahlatshahs). Tra il 1161 ed il 1162 il re conquistò ed annesse le città armene di Ani e Dvin. Tuttavia, i contrattacchi selgiuchidi costrinsero il sovrano a cedere Ani ad un governante musulmano in termini di vassallaggio.
Ani fu definitivamente riconquistata da Giorgio III nel 1174. Nel corso degli anni precedenti alla riconquista, l'esercito georgiano fu accresciuto grazie all'arruolamento di volontari armeni, i quali parteciparono entusiasticamente alla liberazione del proprio paese. Nel 1166 il sovrano effettuò una spedizione contro Ganja, mentre nel 1167 marciò in difesa del suo vassallo, lo shah Aghsartan di Shirvan, contro gli assalti dei cazari e dei kipčaki, rafforzando il predominio georgiano nell'area.

### Il conflitto con Demna
Nel 1177 i nobili del regno si levarono contro il re e sostennero il principe Demna, figlio del defunto Davide V, come «vero e legittimo re di Georgia». Approssimativamente trentamila ribelli, guidati dal suocero di Demna, Ioane Orbelian, rafforzarono le proprie posizioni nella cittadella di Lori. La fortezza fu assediata dall'esercito reale e Demna si arrese. Rimettendo sé stesso ed i suoi seguaci alla clemenza di Giorgio III, Demna ebbe risparmiata la vita. Tuttavia, accecato e castrato per assicurare il primato della branca della famiglia reale facente riferimento a Giorgio, Demna morì poco tempo dopo. Alcuni membri del clan degli Orbeliani furono privati delle proprie terre ed uccisi.

### L'eredità di Tamara
Dopo la repressione della rivolta, nel 1178, Giorgio III designò sua figlia Tamara come propria erede legittima e co-governante al fine di prevenire ogni potenziale disputa dinastica dopo la propria morte. Il re morì nel 1184 e fu sepolto nella cattedrale del monastero di Gelati, a Kutaisi. Giorgio III lasciò in eredità a Tamara i titoli di "Re altissimo, per volontà di nostro Signore, re dei re degli abcasi, dei kartveli, dei ranii, dei cacheti e degli armeni, Shirvanshah e Shahanshah e Maestro di tutto l'Oriente e l'Occidente".

## Famiglia
Attorno al 1155 Giorgio III sposò Burdukhan d'Alania, figlia del re alano Khuddan. Dal matrimonio nacquero due figlie: Tamara, destinata a divenire la più famosa sovrana della storia georgiana, e Rusudan, la quale andò in sposa a Manuele Comneno, il figlio maggiore dell'imperatore bizantino Andronico I Comneno. Le due furono allevate dalla sorella di lui, Rusudan. 

## Ascendenza
|                        |   |                  | Genitori |  |  | Nonni |  |  | Bisnonni              |  |  | Trisnonni            |  |
|                        |   |                  |          |  |  |       |  |  | Giorgio II di Georgia |  |  | Bagrat IV di Georgia |  |
|                        |   |                  |          |  |  |       |  |  | Giorgio II di Georgia |  |  | Bagrat IV di Georgia |  |
|                        |   | Borena d'Alania  |          |  |  |       |  |  | Giorgio II di Georgia |  |  |                      |  |
| Davide IV di Georgia   |   |                  |          |  |  |       |  |  | Giorgio II di Georgia |  |  |                      |  |
|                        |   | Elene di Georgia | …        |  |  |       |  |  |                       |  |  |                      |  |
|                        |   | Elene di Georgia | …        |  |  |       |  |  |                       |  |  |                      |  |
|                        |   | Elene di Georgia | …        |  |  |       |  |  |                       |  |  |                      |  |
| Demetrio I di Georgia  |   | Elene di Georgia |          |  |  |       |  |  |                       |  |  |                      |  |
|                        |   | …                | …        |  |  |       |  |  |                       |  |  |                      |  |
|                        |   | …                | …        |  |  |       |  |  |                       |  |  |                      |  |
|                        |   | …                | …        |  |  |       |  |  |                       |  |  |                      |  |
| Rusudan di Armenia     |   | …                |          |  |  |       |  |  |                       |  |  |                      |  |
|                        |   | …                | …        |  |  |       |  |  |                       |  |  |                      |  |
|                        |   | …                | …        |  |  |       |  |  |                       |  |  |                      |  |
|                        |   | …                | …        |  |  |       |  |  |                       |  |  |                      |  |
| Giorgio III di Georgia |   | …                |          |  |  |       |  |  |                       |  |  |                      |  |
|                        | … | …                |          |  |  |       |  |  |                       |  |  |                      |  |
|                        | … | …                |          |  |  |       |  |  |                       |  |  |                      |  |
|                        | … | …                |          |  |  |       |  |  |                       |  |  |                      |  |
| …                      | … |                  |          |  |  |       |  |  |                       |  |  |                      |  |
|                        |   | …                | …        |  |  |       |  |  |                       |  |  |                      |  |
|                        |   | …                | …        |  |  |       |  |  |                       |  |  |                      |  |
|                        |   | …                | …        |  |  |       |  |  |                       |  |  |                      |  |
| …                      |   | …                |          |  |  |       |  |  |                       |  |  |                      |  |
|                        |   | …                | …        |  |  |       |  |  |                       |  |  |                      |  |
|                        |   | …                | …        |  |  |       |  |  |                       |  |  |                      |  |
|                        |   | …                | …        |  |  |       |  |  |                       |  |  |                      |  |
| …                      |   | …                |          |  |  |       |  |  |                       |  |  |                      |  |
|                        |   | …                | …        |  |  |       |  |  |                       |  |  |                      |  |
|                        |   | …                | …        |  |  |       |  |  |                       |  |  |                      |  |
|                        |   | …                | …        |  |  |       |  |  |                       |  |  |                      |  |
|                        |   | …                |          |  |  |       |  |  |                       |  |  |                      |  |